# Île Barahun
L'île Barahun est une petite île de l'archipel des îles Green, dans la région autonome de Bougainville, au nord-est de la Papouasie-Nouvelle-Guinée.
Elle est située entre l'île Nissan et l'île Sirot de l'archipel, et à l'est de l'île New Ireland.